# Meeraner SV
Maillots
Le Meeraner SV est un club sportif allemand localisé dans la ville de Meerane dans la Saxe.

## Histoire
En 1945, tous les clubs allemands furent dissous par les Alliés (voir Directive n°23).

### SG Meerane
Le club actuel fut constitué, le 1er septembre 1946, sous l’appellation SG Meerane.
Sous ce nom, il participa à l’Osterzonemeisterschaft en 1948 et 1949. La première année, il fut éliminé en demi-finale par le SG Freiimfelde Halle (2-5), après avoir pourtant mené (2-0). Lors de la seconde édition, il perdit au même stade de la compétition, cette fois contre le Fortuna Erfurt (4-3, après prolongation).

### BSG Einheit Meerane
En 1949, le club fut renommé BSG Einheit Meerane.
En tant que 3e du Sachsischer Meisterschaft (Championnat de Saxe), il fut repris comme fondateur de la DDR-Oberliga, pour la saison 1949-1950.

### BSG Fortschritt Meerane

Ancien log du BSG Fortschritt Meerane

Rebaptisé BSG Fortschritt Meerane, en 1950, le club assura encore son maintien parmi l’élite RDA. Mais au terme du championnat 1951- 1952, il fut relégué en la DDR-Liga.
Au 2e niveau, il conquit le titre du Groupe 1 après une saison et remonta dans la plus haute division. Il assura son maintien en 1954, mais termina dernier et redescendit la saison suivante.
Les autorités politiques décidèrent alors de suivre le modèle soviétique. De 1956 à 1960, les compétitions se déroulèrent du printemps à la fin de l’automne d’une même année calendrier. Une autre restructuration fut aussi mise en place, la DDR-Liga fut scindée en deux: I. DDR-Liga et II. DDR-Liga.
Au terme de la dernière saison disputée sur une année, le BSG Fortschritt Meerane fut relégué au 3e niveau, la II. DDR-Liga. Lorsque les compétitions reprirent avec un schéma conventionnel en 1961-1962, le club termina dernier et descendit en Bezirksliga Karl-Marx-Stadt. La plongée se poursuivit avec une troisième relégation consécutive en 1963.
En 1967, Fortschritt Meerane remonta en  Bezirksliga Karl-Marx-Stadt. Il y évolua jusqu’en 1972 avant de redescendre en Bezirksklasse pour une saison.
Le club rejoua en  Bezirksliga Karl-Marx-Stadt de 1973 à 1979. Il y revint en 1982 mais fut relégué après deux championnats. Il n‘y remonta avant la réunification allemande.
En 1990, le club fut renommé Meeraner SV.

### Meeraner SV
Ayant sombré dans les ligues inférieures de Saxe, le Meeraner SV accéda à la Bezirksliga Chemnitz en 2000. À l’époque cette ligue est située au 6e niveau du football allemand réunifié depuis dix ans. Mais si l’équipe se maintint une saison, elle recula ensuite pour se retrouver en Berzirksklasse (niveau 7).
En 2005, le Meeraner SV fut une nouvelle relégué. Il joua alors en Kreisliga A (Chemnitzer Land). Trois plus tard, cette ligue recula au niveau 9, à la suite de la création de la 3. Liga.
En 2009, le Meeraner SV remporta sa série de Kreisliga A et remonta en Bezirksklasse (niveau 8). À la mi-championnat, le club joue les premiers rôles en Bezirksklasse Chemnitz, Groupe 2.

## Palmarès
- Champion de  DDR-Liga, Groupe 1 : 1953.
- Champion de Kreisliga A (Chemnitzer Land) : 2009.

## Localisation

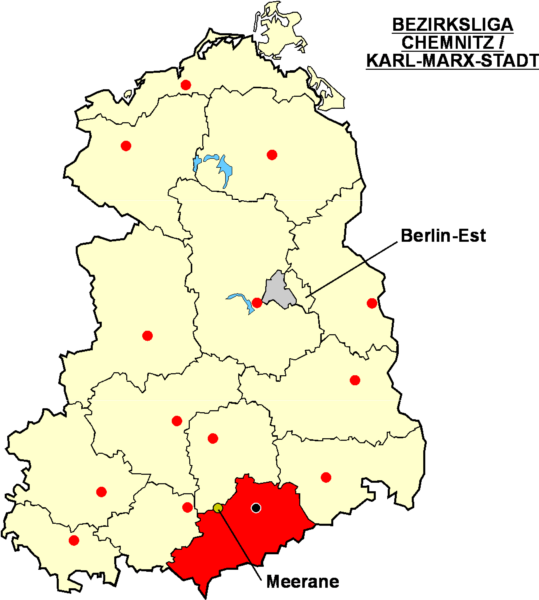
Localisation de Meerane dans la Bezirksliga Chemnitz/Karl-Marx-Stadt